# Libera (mythologie)
Pour les articles homonymes, voir Libera.
Libera est une déesse italique de la religion de la Rome antique, parèdre de Liber Pater, et honorée comme lui le jour des Liberalia.
Comme Liber, elle fut de très bonne heure assimilée à une divinité grecque. Le nom de Libera fut employé pour désigner la seconde divinité féminine de la triade Éleusinienne, lorsque cette triade fut transportée à Rome, sur l'ordre des livres Sibyllins, au début de la République. Libera fut alors assimilée à la déesse grecque Korè-Perséphone : elle entra ainsi d'abord dans le cycle proprement éleusinien, puis plus tard dans le thiase dionysiaque. 
Les vignerons romains l'associaient à Liber dans le culte qu'ils rendaient à ce dieu au moment des vendanges. Ovide et Pline l'Ancien l'assimilent quelquefois à Ariane. Dans une inscription d'Apulum, dédiée à Libera triformis, il s'agit évidemment d'Hécate. 
Libera fut toujours à Rome une divinité très secondaire. Elle n'y a pour ainsi dire pas de culte propre : aux Liberalia du 17 mars, elle est la compagne de Liber, et dans le temple de Cérès, Liber et Libera, elle occupe un rang tout à fait inférieur à Cérès. 
Elle est très rarement mentionnée dans les provinces de l'Empire, sauf en Dacie où elle forme avec Liber un couple, qui est probablement d'origine locale. 
Des rares images de Libera qui sont parvenues jusqu'à nous, aucune ne se rapporte à la déesse italique primitive. Libera est représentée sur quelques bas-reliefs de Pannonie et de Dacie avec une physionomie purement dionysiaque : ses attributs sont la couronne de pampres ou de lierre et le thyrse ; une panthère est figurée à ses pieds. De même, sur les deniers de Lucius Cassius Longinus de l'an -79, la tête de Libera est ornée de pampres et de grappes de raisin.

## Source
« Libera (mythologie) », dans Charles Victor Daremberg et Edmond Saglio (dir.), Dictionnaire des Antiquités grecques et romaines, 1877-1919 [détail de l’édition] (lire en ligne) (« quelques transcriptions d'articles », sur mediterranees.net)